# MERMOZ
Pour les articles homonymes, voir Mermoz.

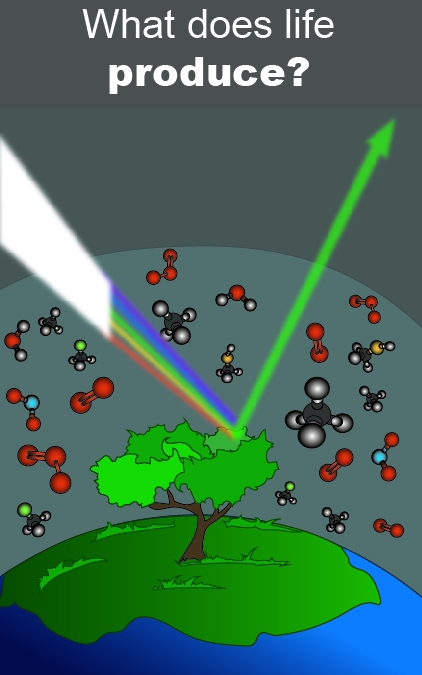
Que produit la vie ?,

MERMOZ (également appelé, projet MERMOZ et Monitoring planEtary suRfaces with Modern pOlarimetric characteriZation ) est un projet d'astrobiologie, conçu pour détecter à distance les biosignatures de la vie,,,,,,,. La détection est basée sur l'homochiralité moléculaire, une propriété caractéristique des substances biochimiques de la vie. L'objectif du projet est d'identifier et de caractériser à distance la vie sur la planète Terre depuis l'espace, et d'étendre cette technologie à d'autres corps du système solaire et à des exoplanètes. Le projet a débuté en 2018 et est une collaboration entre l'Université de Berne, l'Université de Leyde et l'Université de technologie de Delft,,,,,,,.
Selon un membre de l'équipe de recherche, « lorsque la lumière est réfléchie par la matière biologique, une partie des ondes électromagnétiques de la lumière se déplace en spirale dans le sens des aiguilles d'une montre ou dans le sens inverse.... Ce phénomène est appelé polarisation circulaire et est causé par l'homochiralité de la matière biologique. ». Ces spirales uniques de lumière indiquent la présence de matériaux vivants, alors que les matériaux non vivants ne reflètent pas ces spirales uniques de lumière, selon les chercheurs.
L'équipe de recherche a mené des études de faisabilité à l'aide d'un instrument de détection nouvellement conçu, basé sur la spectropolarimétrie circulaire et baptisé FlyPol+ (une amélioration du FlyPol original), en volant dans un hélicoptère à une altitude de 2 km (1,2 mi) et à une vitesse de 70 km/h (43 mph) pendant 25 minutes. Les résultats ont permis de détecter à distance du matériel vivant et de distinguer rapidement (en quelques secondes) le matériel vivant du matériel non vivant. Les chercheurs ont conclu : « La spectropolarimétrie circulaire peut être une technique puissante pour détecter la vie au-delà de la Terre, et nous soulignons le potentiel de l'utilisation de la spectropolarimétrie circulaire comme outil de télédétection pour caractériser et surveiller en détail la physiologie de la végétation et les caractéristiques du terrain de la Terre elle-même. ».
Les chercheurs prévoient ensuite de balayer la Terre depuis la station spatiale internationale (SSI) avec leurs instruments de détection. L'une des conséquences de la réussite de ces études est une éventuelle mission spatiale exploratoire, dont le lancement est prévu en 2024.